# Кутепов, Александр Яковлевич
Алекса́ндр Я́ковлевич Куте́пов (11 октября 1929 — 25 июля 1999) — советский и российский актёр театра и кино, Народный артист РСФСР (1991).

## Биография
Окончил ГИТИС в 1951 году (рук. курса И. М. Раевский).
В 1950—1999 годах — артист ЦАТСА (ЦАТРА). С 1962 года работал в жанре художественного слова на радио и телевидении, автор литературных композиций по произведениям Пушкина, Льва Толстого, Блока, Пастернака, Платонова, Шукшина.
В 1950—1960-х годах — главный исполнитель роли Свердлова в советских фильмах, сменивший Л. Любашевского.
Лауреат Всероссийских конкурсов чтецов 1965 и 1974 годов.
Похоронен на Донском кладбище в Москве.

## Фильмография
- 1957 — Рассказы о Ленине — Я. М. Свердлов
- 1958 — Повесть о латышском стрелке — Я. М. Свердлов
- 1958 — Юность наших отцов — Левинсон Осип Абрамович
- 1960 — Северная повесть — поручик Лобов
- 1962 — Большая дорога — Я. М. Свердлов
- 1965 — Заговор послов — Я. М. Свердлов
- 1965 — Чрезвычайное поручение — Я. М. Свердлов
- 1970 — Красная площадь. Два рассказа о рабоче-крестьянской армии — Я. М. Свердлов
- 1976 — Фиалка
- 1978 — Капитанская дочка — от автора

## Роли в театре
ЦАТСА
- 1952 — «Песнь о черноморцах» Б. Лавренёва (реж. Давид Тункель) — Телефонист
- 1957 — «Крепость над Бугом» С. Смирнова (реж. Давид Тункель) — Петросян Ваган
- 1959 — «Камень-птица» П. Маляревского (реж. Е. Харламова) — Максим, студент-историк
- 1961 — «Не померкнет никогда» Н. Погодина (реж. Александр Дунаев) — Узоров
- 1965 — «Вишнёвый сад» А. Чехова (реж. Юрий Сергеев) — Яша, молодой лакей
- 1965 — «Сережка с Малой Бронной» Ю. Шевкуненко (реж. Леонид Черток) — Князев
- 1984 — «Молва» А. Салынского (реж. Ион Унгуряну) — Можаренков, председатель поселкового совета
- 1986 — «Статья» Р. Солнцева (реж. Юрий Ерёмин) — Костин Николай Николаевич

Центральный академический детский театр
- 1953 — «Они выросли в боях» Кэ Ху (реж. Борис Львов-Анохин, В. Белявский) — Ян Яоцзу

## Радиоспектакли
- 1963 — Овидий Горчаков, Януш Пшимановский «Вызываем огонь на себя» (реж. Сергей Колосов) — Венделин Робличка
- 1964 — Чингиз Айтматов «Материнское поле» (реж. Давид Тункель) — Маселбек
- 1965 — Валентин Катаев «Время, вперёд!» (реж. Алексей Шипов) — Загиров
- 1980 — Иван Тургенев «Рудин» — рассказчик
- 1981 — Юлиан Семёнов «Операция „Боровцы“» (реж. Эдуард Кольбус)
- 1981 — Владимир Порудоминский «Владимир Иванович Даль» (реж. Лия Веледницкая) — ведущий, А. С. Пушкин слушать
- 1982 — Вениамин Каверин «Исполнение желаний» (реж. Вера Дубовская) — ведущий
- 1983 — Зоя Воскресенская «Бабушка Параскева» (реж. Феликс Тобиас) — председатель суда
- 1983 — Всеволод Некрасов «Родные просторы» (реж. Лия Веледницкая) — от автора
- 1984 — Александр Архангельский «Н. А. Добролюбов в Петербурге» (реж. Лия Веледницкая) — Чернышевский
- 1984 — Иван Тургенев «Учитель музыки» — от автора
- 1985 — Этель Лилиан Войнич «Овод» (реж. Юрий Еремин) — Карди слушать
- 1986 — Иван Тургенев «Записки Охотника» (реж. Лия Веледницкая) — от автора
- 1986 — Александр Архангельский «Лучший из сынов твоих (Н. А. Добролюбов)» (реж. Лия Веледницкая) — от автора
- 1986 — Виктор Кожевников «19 октября. Лицея день заветный…» (реж. Мария Попова)
- 1988 — Людмила Поликовская «Марина Цветаева. Начало пути» (реж. Лия Веледницкая) — ведущий
- 1989 — Людмила Поликовская «Бурный твой рассвет» (реж. Александр Айгистов)
- 1989 — Леонид Аринштейн «Уроки Аполлона» (реж. Александр Айгистов)
- 1989 — Наталья Ярцева «Скульптор Анна Голубкина» (реж. Юрий Маркелов)
- 1990 — Николай Лесков «Пугало» (реж. Николай Грунин) — от автора
- 1990 — Аркадий и Борис Стругацкие «Пикник на обочине» слушать I часть, II часть
- 1991 — Лев Гумилёв «Волшебные папиросы» (реж. Александр Валенский) слушать
- 1993 — Наталья Ярцева «Светлое Христово Воскресение» (реж. Юрий Маркелов)
- 1993 — Агата Кристи «Убийство в каретном ряду» (реж. Николай Грунин) — Эркюль Пуаро слушать

### Художественное чтение
- 1969 — Михаил Анчаров «Большой десант» (Глава из повести)
- 1971 — Чингиз Айтматов «Джамиля» (Отрывок из повести)
- 1975 -  Иван Тургенев "Ася"
- 1980 — Ирина Гитович, Леонид Малюгин «Чехов» (Страницы книги)
- 1981 — Лев Толстой «Детство» (Главы из повести)
- 1981 — Лев Толстой «Анна Каренина» (Главы из романа) слушать
- 1983 — Наталья Полякова «Джузеппе Верди — маэстро итальянской революции» (Звуковое сопровождение к диафильму) слушать
- 1984 — Юрий Нагибин «Старые переулки» (Рассказ «Первое путешествие» и др.)

### Поэтические чтения
Поэзия Александра Пушкина (записи 1970-80-х годов)
- 1975 — «19 октября 1827 г.», «Аквилон», «Завидую тебе, питомец моря смелый», «Мне бой знаком», «Если жизнь тебя обманет», «Ел. Н. Ушаковой» («Вы избалованы природой»), «Ек. Н. Ушаковой» («В отдалении от вас»), «Ек. Н. Ушаковой» («Когда, бывало, в старину»), «Всё кончено: меж нами связи нет», «Мадонна», «Красавица», «Демон», «Ангел»
- 1976 — «Желание», «Узник», «Я пережил свои желанья», «Цветы последние милей», «Золото и булат», «Товарищам», «И. И. Пущину», «Была пора: наш праздник молодой», «Ответ», «Храни меня, мой талисман»
- 1978 — «Воспоминания в Царском Селе», «Домовому», «Возрождение», «Погасло дневное светило», «К ней», «Руслан и Людмила» (вступление к поэме)
- 1985 — «Мечтатель» («По небу крадется луна»), «Мое завещание. Друзьям» («Хочу я завтра умереть»), «Дельвигу», «Горчакову, кн. А. М.», «К моей чернильнице», «Друзьям», «Разлука», «Царское Село», «Люблю ваш сумрак неизвестный», «Мечтателю», «Сожженное письмо», «Ты и Вы», «Приметы», «Пора, мой друг, пора! Покоя сердце просит»

Поэзия Афанасия Фета (записи 1970-80-х годов)
- «Опять осенний блеск денницы» слушать
- «Опавший лист дрожит от нашего движенья»
- «Сентябрьская роза»
- «Никогда» слушать
- «Смерти» слушать
- «На качелях» слушать
- «Ничтожество» слушать
- «Измучен жизнью, коварством надежды» слушать
- «Погляди мне в глаза хоть на миг» слушать
- «Жду я, — тревогой объят» слушать
- «Тяжело в ночной тиши» слушать
- «За горами, песками, морями» слушать
- «Скрип шагов вдоль улиц белых» слушать
- «Долго снились мне вопли рыданий твоих» слушать
- «Солнце нижет лучами в отвес» слушать
- «Облаком волнистым» слушать
- «Как ясность безоблачной ночи» слушать
- «Ошибка» слушать
- «Блудница» слушать
- «От огней, от толпы беспощадной» слушать
- «Майская ночь» слушать
- «Когда читала ты мучительные строки» слушать
- «Нептуну Леверрье» слушать
- «Эх, шутка-молодость!..» слушать
- «Что за вечер!..» слушать
- «Молчали листья, звезды рдели» слушать
- «Был чудный майский день в Москве» слушать
- «Ветер злой, ветр крутой в поле» слушать
- «На пажитях немых люблю в мороз трескучий»
- «Скрип шагов вдоль улиц белых»
- «Печальная берёза»

Поэзия Иннокентия Анненского (запись 1982 года)
- «То было на Валлен-Коски» слушать
- «Когда б не смерть, а забытье» слушать
- «Ванька-ключник в тюрьме» слушать
- «Снег» слушать
- «Милая» слушать
- «Лира часов» слушать
- «Петербург» слушать
- «Старые эстонки» слушать

Поэзия Алексея Толстого (запись 1979 года)
- «Прозрачных облаков спокойное движенье», «Когда природа вся трепещет и сияет»

Поэзия Николая Огарева (запись 1979 года)
- «Когда осеннею порою…»

Поэзия Аполлона Майкова (запись 1984 года)
- «Зимнее утро», «Грезы»

Поэзия Льва Мея (запись 1984 года)
- «Тройка», «Мороз»

Лирика Алексея Плещеева (запись 1985 года)
- «Все тебе не рады…», «Я тихо шел по улице безлюдной…», «Что ты поникла, зелёная ивушка…»

Стихотворения Ивана Бунина (запись 1977 года)
- «Неуловимый свет разлилися над землею…», «Как дымкой даль полей закрыв на полчаса…», «Открыты жнивья золотые…», «Полями пахнет, — свежих трав…», «Все лес и лес. А день темнеет…», «Вдали темно и чащи строги…», «Затрепетали звезды в небе…» слушать

Поэзия Валерия Брюсова (запись 1981 года)
- «Сонет к форме», «В прошлом», «Халдейский пастух», «Психея», «Жизнь» слушать

Поэзия Александра Блока (запись 1984 года)
- «Ночью вьюга снежная», «Ночь на Новый год»

Произведения Марины Цветаевой
- «Пушкин и Пугачёв» (Очерк) слушать

Произведения Бориса Пастернака (записи 1990-х годов)
- «Охранная грамота» (фрагменты автобиографической повести) слушать
- Стихотворения: «Не спи, не спи, работай…», «Иль я не знаю, что в потемки тычась…», «Зимняя ночь», «После вьюги», «Опять весна»

Стихотворения советских поэтов (записи 1980-х годов)
- Всеволод Багрицкий «Ожидание»
- Павел Коган «Лирическое отступление»
- Иосиф Уткин «Клятва»
- Михаил Светлов «Моя поэзия», «Я в жизни ни разу не был в таверне…», «В разведке», «Перемены», «Песенка», «У девушек старшего брата…», «Спичка», «Бессмертие», «Встреча», «Басня», «Признание», «Никому не причиняя зла…», «Охотничий домик»
- Рувим Моран «Не со мною все это случилось…», «Голос», «Давно не слышал я гудков…», «Было честно Лобное место…», «Распятие», «Не жди ответа…»
- Павел Шубин: «Я нигде не мог ужиться долго», «Во славу разведчиков», «Портрет», «Шофёр», «Полмига», «Клятва победителей»
- Александр Николаев «Я вспомнил танковый десант…», «Столица сельского района», «Магнитная бомба, летевшая в воду…», «Моя рука»